# DDR-Fußballmeisterschaft der Junioren 1950
Die DDR-Fußballmeisterschaft der Junioren 1950 war die 1. Auflage dieses Wettbewerbes im DDR-Fußball, der vom Deutschen Sportausschuß durchgeführt wurde. Der Meister wurde in Turnierform von den besten Juniorenmannschaften aus jedem Land der DDR ermittelt, welches am 2. Juli 1950 im sächsischen Chemnitz mit dem Finale endete. In diesem gewann die ZSG Union Halle mit 6:2 gegen die BSG „Märkische Volksstimme“ Babelsberg.

## Teilnehmende Mannschaften
An der DDR-Fußballmeisterschaft der Junioren (A-Jugend) für die Altersklasse (AK) 17/18 nahmen die Landesbesten der fünf Länder auf dem Gebiet der DDR und ein Vertreter aus Ost-Berlin teil. Spielberechtigt waren Spieler bis zum 18. Lebensjahr (Stichtag: 1. September 1931). 
Für die Meisterschaft qualifizierten sich folgende Mannschaften:
| - Mecklenburg BSG Einheit Rostock - Sachsen-Anhalt ZSG Union Halle (Fußballabteilung Melsa) - Thüringen BSG KWU Erfurt | - Brandenburg BSG „Märkische Volksstimme“ Babelsberg - Ost-Berlin ZSG Sparta Siemens Lichtenberg - Sachsen BSG Nagema Chemnitz |

## Modus
Die Teilnehmer wurden in zwei Staffeln zu je drei Mannschaften aufgeteilt und spielten nach dem Modus „Jeder gegen Jeden“ die Finalisten aus.

## Vorrunde

### Staffel I
Spiele
| Datum       |                     | Ergebnis |                     |
| ----------- | ------------------- | -------- | ------------------- |
| So 04. Juni | BSG Einheit Rostock | 1:3      | BSG KWU Erfurt      |
| So 11. Juni | BSG KWU Erfurt      | 2:2      | ZSG Union Halle     |
| So 18. Juni | ZSG Union Halle     | 10:00    | BSG Einheit Rostock |

Abschlusstabelle
| Pl. | Mannschaft          | Sp. | S | U | N | Tore    | Quote | Punkte |
| --- | ------------------- | --- | - | - | - | ------- | ----- | ------ |
| 1.  | ZSG Union Halle     | 2   | 1 | 1 | 0 | 012:200 | 6,00  | 03:10  |
| 2.  | BSG KWU Erfurt      | 2   | 1 | 1 | 0 | 005:300 | 1,67  | 03:10  |
| 3.  | BSG Einheit Rostock | 2   | 0 | 0 | 2 | 001:130 | 0,08  | 0:40   |

Entscheidungsspiel
| Datum       |                 | Ergebnis |                | Ort     |
| ----------- | --------------- | -------- | -------------- | ------- |
| So 25. Juni | ZSG Union Halle | 2:0      | BSG KWU Erfurt | Leipzig |

### Staffel II
Spiele
| Datum       |                                        | Ergebnis |                                        |
| ----------- | -------------------------------------- | -------- | -------------------------------------- |
| So 04. Juni | BSG Nagema Chemnitz                    | 4:0      | ZSG Sparta Siemens Lichtenberg         |
| So 11. Juni | BSG „Märkische Volksstimme“ Babelsberg | 6:1      | BSG Nagema Chemnitz                    |
| So 18. Juni | ZSG Sparta Siemens Lichtenberg         | 0:2      | BSG „Märkische Volksstimme“ Babelsberg |

Abschlusstabelle
| Pl. | Mannschaft                             | Sp. | S | U | N | Tore    | Quote | Punkte |
| --- | -------------------------------------- | --- | - | - | - | ------- | ----- | ------ |
| 1.  | BSG „Märkische Volksstimme“ Babelsberg | 2   | 2 | 0 | 0 | 008:100 | 8,00  | 04:0   |
| 2.  | BSG Nagema Chemnitz                    | 2   | 1 | 0 | 1 | 005:600 | 0,83  | 02:20  |
| 3.  | ZSG Sparta Siemens Lichtenberg         | 2   | 0 | 0 | 2 | 000:600 | 0,00  | 0:40   |

## Finale
| Paarung                                | ZSG Union Halle – BSG „Märkische Volksstimme“ Babelsberg |
| Ergebnis                               | 6:2 (4:0) |
| Datum                                  | Sonntag, 2. Juli 1950 |
| Stadt                                  | Chemnitz |
| Zuschauer                              | 878 |
| Schiedsrichter                         | Fritz Illig (Chemnitz) |
| Tore                                   | 1:0 Eser (16.) 2:0 K. Schmidt (21.) 3:0 Franke (24.) 4:0 Frommann (39.) 4:1 Götsch (52.) 5:1 Franke (??.) 5:2 Selignow (??.) 6:2 Eser (70.)                                                              |
| ZSG Union Halle                        | Rudi Ehrt – Rolf Panterott, Gerhard Landmann – Erich Haase, Werner Schmidt, Herbert Eser – Karlheinz Schmidt, Gerhard Bierbaum, Rolf Schütze, Erwin Frommann , Walter Franke Cheftrainer: Gerhard Böning |
| BSG „Märkische Volksstimme“ Babelsberg | Fabian – Rohrlack, Franz – Herberg, Straube, Schulze – Pilz, Kalbhen, Götsch, Klaus Selignow, Schneemann Cheftrainer: Hans Höfer                                                                         |
| Besonderheiten                         | Pilz scheiterte nach der 70. Minute mit einem Handstrafstoß an Ehrt. |